# À propos de Nice
À propos de Nice és un curtmetratge documental francès, mut i en blanc i negre, dirigit per Jean Vigo i estrenat l'any 1930. À propos de Nice va ser la primera pel·lícula de Vigo, a la qual van seguir Taris, roi de l'eau (1931), Zéro de conduite (1933) i L'Atalante el 1934, any en què Vigo va morir a causa de la tuberculosi.

La pel·lícula de Vigo representa la vida a Niça, França, documentant la gent de la ciutat, les seves rutines diàries, el carnaval i les desigualtats socials. Vigo va descriure la pel·lícula en un discurs dirigit al Groupement des Spectateurs d'Avant-Garde amb les paraules següents:
| «           | En aquesta pel·lícula, mostrant certs aspectes bàsics d'una ciutat, es posa a prova una forma de vida. Els últims sospirs d'una societat tan perduda en el seu escapisme que et fa emmalaltir i simpatitzar amb una solució revolucionària. | » |
| — Jean Vigo | |   |

El curtmetratge À propos de Nice s'emmarca, dins de l'àmbit del documental social, en el gènere de les simfonies de ciutats, en voga durant la dècada dels anys vint. Altres produccions representatives del gènere serien Berlín, simfonia d'una ciutat (Walter Ruttmann, 1927) o Études sur Paris (André Sauvage, 1928), centrats en mostrar el decurs de la vida diària a les ciutats de Berlín i París, respectivament.

## Argument
La pel·lícula comença amb unes vistes aèries, mostrant, de seguida, algunes imatges més properes a la platja, amb palmeres i ones. La càmera es concentra en les persones; treballadors que realitzen les seves tasques diàries i persones riques caminant pels bulevards, navegant, jugant, relaxant-se i passejant al Passeig dels Anglesos, així com pilots de carreres que competeixen en les carreres de motor del Grand Prix Motor Racing. Després, la pel·lícula mostra el barri més pobre i la misèria de la ciutat; dones rentant roba i criatures jugant als seus senzills jocs al carrer. Segueix el carnaval; processons, màscares i turistes ballant i celebrant. La pel·lícula acaba amb unes imatges d’estàtues i uns homes treballant en una fàbrica.

## Producció
Vigo, abans de convertir-se en director, va treballar com a ajudant de càmera per a una petita empresa de Niça. Després que el seu sogre li donés a ell i a la seva dona 250 dòlars, Vigo va comprar la seva pròpia càmera Debrie.
L'estiu del 1929 a París, Vigo va conèixer Boris i Mikhail Kaufman, els germans de Dziga Vertov. A Boris Kaufman, qui finalment es va responsabilitzar de la fotografia, li va interessar la idea de Vigo de fer una pel·lícula a la ciutat de Niça i els dos, juntament amb les seves dones, van crear un guió. El rodatge estava en marxa a finals d'any. A la pel·lícula, Vigo volia evitar un enfocament de quadern de viatge i mostrar l’avorriment de la classe alta als casinos i a la costa, i la lluita dels pobres habitants dels barris marginals. Com que Vigo i Kaufman no van poder filmar a l'interior dels casinos, van decidir concentrar-se en la força de les seves imatges i confiar en la fase d'edició.
Vigo havia estat seduït pel surrealisme i pel cine de Luis Buñuel. Així, a la pel·lícula es van utilitzar talls sorprenents, juxtaposant imatges simbòliques com xemeneies i cementiris barrocs. Una dona, per exemple, és despullada emprant un tall de càmera i un home es converteix en una llagosta. Jugant amb la càmera van fer tombar un gran hotel. A propos de Nice és una pel·lícula desordenada que fa servir moltes tècniques experimentals i un treball de càmera sovint maldestre, traspua, però, l'energia dels seus creadors.

### Llocs de rodatge
Exemples de seqüències que apareixen al curtmetratge:
- El passeig dels anglesos, les palmeres i les cadires llogades (ja desapareguts)
- La Jetée-Promenade (la zona del moll desapareguda el 1944)
- El Palau Mediterrani
- L'hotel Negresco
- El cementiri del Castell
- Xemeneies de les fàbriques
- Niça des del cel
- La vella Niça: bugaderes, venedors de soca, especialitat culinària de Niça
- Escenes del carnaval, la bataille des fleurs
- Cares en primer pla
- Noies i nois ballant
- Un enllustrador de sabates que de sobte encerola els peus descalços
- Una dona jove asseguda els vestits de la qual canvien fins a aparèixer nua
- Un sacerdot i un enterrament vist des dels terrats
- Nens jugant a la Morra
- El propi Jean Vigo en un cameo durant una de les escenes de ball de carnaval

## Música
el 21 d'octubre de 2005, al Barbican Centre, es va fer una reestrena musicada de la pel·lícula, amb una nova partitura de Michael Nyman. La partitura es considerava adequada temàticament, però, segons algunes opinions, no va aconseguir captar l'esperit de la pel·lícula.
El mateix 2005 Michael Nyman va dur a terme una gira com a intèrpret en solitari, anomenada El piano canta. En aquests concerts, Nyman va tocar extractes de les seves partitures de pel·lícules. El més destacat del programa, però, van ser les partitures que Nyman va compondre per acompanyar algunes pel·lícules mudes dels anys vint, com ara, la partitura d'À propos de Nice. Andrew Clements va escriure a The Guardian: «À propos de Nice de Jean Vigo té un aire molt lànguid, centrada en un tema de vals mandrós i raveliano. És bastant agradable. Realment és una ocasió per als fanàtics de Nyman, el compositor de pel·lícules».
En una roda de premsa Michael Nyman va explicar com s'enfrontava a l'execució de l'obra que va compondre pel documental de Vigo: «En aquest cas, tota la composició que faig servir per a la pel·lícula, cap en una sola partitura. El que faig quan la toco en concert és decidir en el moment l'ordre en que presentaré les diferents peces de que consta. Aquest tipus d'espectacles es relacionen amb el cinema mut, però també amb les avantguardes musicals dels anys 60. Això és el més a prop que he estat de la improvisació».

## Fitxa tècnica
- Direcció: Jean Vigo.
- Fotografia: Boris Kaufman.
- Muntatge: Jean Vigo i Boris Kaufman.
- Producció: Gaumont-Franc-Film-Aubert.
- País: França.
- Format: Blanc i negre, mut.
- Durada: 25 minuts.
- Data d'estrena: 28 de maig de 1930 al Théâtre du Vieux-Colombier (París, França).